# Suicide
A Suicide 1970-től 2016-ig működött amerikai elektronikus zenei együttes volt. Jelen voltak még a proto-punk, art punk és avantgárd zene műfajokban is.
Két tagja volt: Alan Vega és Martin Rev.
1970-ben alakultak meg New Yorkban. 2016-ban feloszlottak. Vega és Rev szólókarrierje egészen a mai napig tart. Lemezkiadóik: Red Star, ZE Records, ROIR, International Records, Blast First/Mute Records. Sosem értek el kereskedelmi sikereket, de a legelső nagylemezük több zenei műfajnak is "megágyazott", nagy hatással volt rájuk. Nevük öngyilkosságot jelent, de Alan Vega kedvenc képregényére, a "Satan Suicide"ra is utal, amely a Szellemlovas (Ghost Rider) képregényekhez tartozott. Mára már kultikus zenekarnak számítanak.

## Tagok
- Alan Vega - ének (1970-2016)
- Martin Rev - billentyűk (1970-2016)

## Diszkográfia
- Suicide (1977)
- Suicide: Alan Vega and Martin Rev (1980)
- A Way of Life (1988)
- Why Be Blue (1992)
- American Supreme (2005)